# Верхнеантошинский
Верхнеантошинский — хутор в Урюпинском районе Волгоградской области России, в составе Верхнебезымяновского сельского поселения.
Население — 44 (2010)

## История
Хутор относился к юрту станицы Добринской Хопёрского округа Земли Войска Донского (с 1870 — Область Войска Донского). В 1859 году на хуторе проживало 76 душ мужского и 86 женского пола. По переписи 1873 года на хуторе проживало 100 мужчин и 108 женщин, в хозяйствах жителей насчитывалось 88 лошадей, 71 пара волов, 255 голов прочего рогатого скота и 947 овец. Согласно переписи населения 1897 года на хуторе проживало 387 мужчин и 374 женщины. Большинство населения было неграмотным: грамотных мужчин — 57 (14,7 %), женщин — 1.
Согласно алфавитному списку населённых мест Области Войска Донского 1915 года земельный надел хутора составлял 500 десятин, проживало 168 мужчин и 179 женщин.
С 1928 года — в составе Урюпинского района Хопёрского округа (упразднён в 1930 году) Нижне-Волжского края (с 1934 года — Сталинградского края). В 1935 году хутор передан в состав Добринского района Сталинградского края (с 1936 года Сталинградской области, с 1954 по 1957 год район входил в состав Балашовской области).
В 1963 году в связи с упразднением Добринского района хутор вновь передан в состав Урюпинского района.

## География
Хутор находится в пределах Калачской возвышенности. Рельеф местности холмистый, сильно пересечённый оврагами и балками. Центр хутора расположен на высоте около 200 метров над уровнем моря. В балке близ хутора сохранились островки байрачного леса. Почвы — лугово-чернозёмные и чернозёмы обыкновенные.
По автомобильным дорогам расстояние до районного центра города Урюпинска составляет 37 км, до областного центра города Волгоград — 370 км, до хутора Верхнебезымянский — около 5 км.

## Население
Динамика численности населения по годам:
| 1859 | 1873 | 1897 | 1915 | 1989 | 2002 |
| ---- | ---- | ---- | ---- | ---- | ---- |
| 162  | 339  | 761  | 347  | ≈120 | 84   |

| 2010 |
| ---- |
| 44   |